# Konståkning vid olympiska vinterspelen 1980
Konståkning vid olympiska vinterspelen 1980 i Lake Placid, New York, USA.

## Medaljställning
| Pl. | Nation         | Guld | Silver | Brons | Totalt |
| --- | -------------- | ---- | ------ | ----- | ------ |
| 1   | Sovjetunionen  | 2    | 1      | 1     | 4      |
| 2   | Östtyskland    | 1    | 1      | 1     | 3      |
| 3   | USA            | 0    | 1      | 1     | 2      |
| 4   | Storbritannien | 1    | 0      | 0     | 1      |
| 5   | Ungern         | 0    | 1      | 0     | 1      |
| 6   | Västtyskland   | 0    | 0      | 1     | 1      |

## Resultat

### Herrar
| Medalj | Åkare                        |
| ------ | ---------------------------- |
| Guld   | Robin Cousins (GBR)          |
| Silver | Jan Hoffmann (GDR)           |
| Brons  | Charles Tickner (USA)        |
| 4      | David Santee (USA)           |
| 5      | Scott Hamilton (USA)         |
| 6      | Igor Bobrin (URS)            |
| 7      | Jean-Christophe Simond (FRA) |
| 8      | Mitsuru Matsumura (JPN)      |
| 9      | Fumio Igarashi (JPN)         |
| 10     | Konstantin Kokora (URS)      |
| 11     | Hermann Schulz (GDR)         |
| 12     | Brian Pockar (CAN)           |
| 13     | Rudi Cerne (FRG)             |
| 14     | Thomas Oberg (SWE)           |
| 15     | Christopher Howarth (GBR)    |
| 16     | Zhaoxiao Xu (CHN)            |
| DNF    | Vladimir Kovalev (URS)       |

### Damer
| Medalj | Åkare                           |
| ------ | ------------------------------- |
| Guld   | Anett Pötzsch (GDR)             |
| Silver | Linda Fratianne (USA)           |
| Brons  | Dagmar Lurz (FRG)               |
| 4      | Denise Biellmann (SUI)          |
| 5      | Lisa-Marie Allen (USA)          |
| 6      | Emi Watanabe (JPN)              |
| 7      | Claudia Kristofics-Binder (AUT) |
| 8      | Susanna Driano (ITA)            |
| 9      | Sandy Lenz (USA)                |
| 10     | Kristiina Wegelius (FIN)        |
| 11     | Sanda Dubravcic (YUG)           |
| 12     | Karena Richardson (GBR)         |
| 13     | Karin Riediger (FRG)            |
| 14     | Danielle Rieder (SUI)           |
| 15     | Heather Kemkaran (CAN)          |
| 16     | Kira Ivanova (URS)              |
| 17     | Susan Broman (FIN)              |
| 18     | Christina Riegel (FRG)          |
| 19     | Franca Bianconi (ITA)           |
| 20     | Hae-Sook Shin (KOR)             |
| 21     | Gloria Mas-Gil (ESP)            |
| 22     | Zhenghua Bao (CHN)              |

### Paråkning
| Medalj | Åkare                                      |
| ------ | ------------------------------------------ |
| Guld   | Irina Rodnina & Alexander Zajtsev (URS)    |
| Silver | Marina Tjerkassova & Sergej Tjakraj (URS)  |
| Brons  | Manuela Mager & Uwe Bewersdorff (GDR)      |
| 4      | Marina Pestova & Stanislav Leonovich (URS) |
| 5      | Kitty Carruthers & Peter Carruthers (USA)  |
| 6      | Sabine Baess & Tassilo Thierbach (GDR)     |
| 7      | Sheryl Franks & Michael Botticelli (USA)   |
| 8      | Christina Riegel & Andreas Nischwitz (FRG) |
| 9      | Barbara Underhill & Paul Martini (CAN)     |
| 10     | Susan Garland & Robert Daw (GBR)           |
| 11     | Elizabeth Cain & Peter Cain (AUS)          |
| DNF    | Tai Babilonia & Randy Gardner (USA)        |

Medaljfavoriterna Tai Babilonia & Randy Gardner tvingades dra sig ur innan tävlingen då Gardner skadat sig.

### Isdans
| Medalj | Åkare                                         |
| ------ | --------------------------------------------- |
| Guld   | Natalia Linichuk & Gennadi Karponossov (URS)  |
| Silver | Krisztina Regöczy & Andras Sallay (HUN)       |
| Brons  | Irina Moiseyeva & Andrei Minenkov (URS)       |
| 4      | Liliane Rehakova & Stanislav Drastich (TCH)   |
| 5      | Jayne Torvill & Christopher Dean (GBR)        |
| 6      | Lorna Wighton & John Dowding (CAN)            |
| 7      | Judy Blumberg & Michael Seibert (USA)         |
| 8      | Natalia Bestemianova & Andrei Bukin (URS)     |
| 9      | Stacey Smith & John Summers (USA)             |
| 10     | Henriette Froschl & Christian Steiner (FRG)   |
| 11     | Susanne Handschmann & Peter Handschmann (AUT) |
| 12     | Karen Barber & Nicky Slater (GBR)             |